# Campylorhynchus rufinucha
Campylorhynchus rufinucha е вид птица от семейство Troglodytidae.

## Разпространение
Видът е разпространен в Коста Рика, Салвадор, Гватемала, Хондурас, Мексико и Никарагуа.